# Бени (река)
Бени (на испански: Rio Beni) е река в северозападната част на Боливия, в департаментите Ла Пас, Бени и Пандо, лява съставяща на Мадейра (десен приток на Амазонка). Дължината ѝ е 1178 km, а площта на водосборния басейн – 283 350 km² (20,59% от водосборния басейн на Мадейра).
Река Бени се образува на 446 m н.в. от сливането на двете съставящи я реки Боопи (в горното течение Ла Пас, лява съставяща) и Котакахес (дясна съставяща), при градчето Сан Мигел де Уачи, в източната част на департамента Ла Пас. Двете съставящи я реки водят началото си от планината Кордилера Реал, съставна част на Боливийските Централни Кордилери. След образуването си река Бени тече в тясна и дълбока планинска долина между планината Кордилера Реал на запад и Боливийските Източни Кордилери на изток, като течението ѝ изобилства от бързеи и прагове. След устието на левия си приток Туичи излиза от планините, навлиза в най-южната част на Амазонската низина и тече през нея, като много широка и спокойна равнинна река със стотици меандри в посока север и север-североизток. От устието на река Туичи до устието си служи за граница между департаментите Ла Пас и Пандо на запад и Бени. След малкото боливийско градче Виля Бела достига до границата с Бразилия, където при бразилското градче Нова Маморе, на 104 m н.в. се слива с идващата отдясно река Маморе и двете заедно дават началото на най-големия приток на Амазонка – река Мадейра.
Основни притоци: леви – Боопи (110 km, без дължината на река Ла Пас), Мапири, Туичи (265 km), Емеро, Мадиди (350 km), Мадре де Диос (1347 km), Ортон (410 km); десни – Котакахес, Кикибей, Бията, Хенешуая. Пълноводието на река Бени е през лятото, от декември до май, когато е сезонът на дъждовете. Средният годишен отток в долното течение е 2875 m³/s. Плавателна е за плитко речни съдове от град Рурунабаке (при изхода от планините) до водопадите Есперанса (на 29 km нагоре от устието ѝ).